# Silk Way Airlines
Ne doit pas être confondu avec Silk Way West Airlines.
 Silk Way Airlines  est une compagnie aérienne de fret privée azerbaïdjanaise dont le siège social est basé à l'aéroport international Heydar Aliyev de Bakou. Elle exploite des services de fret vers l'Asie, le Moyen-Orient et l'Europe, ainsi que des services pour les gouvernements et les organisations non gouvernementales. La compagnie aérienne fait partie du groupe Silk Way.

## Histoire
La société a été fondée en 2001 et a commencé ses vols commerciaux le 6 octobre 2001. En mai 2015, la compagnie aérienne a été annoncée comme client de lancement de l'Antonov An-178 après avoir passé une commande de 10 avions.

## Flotte

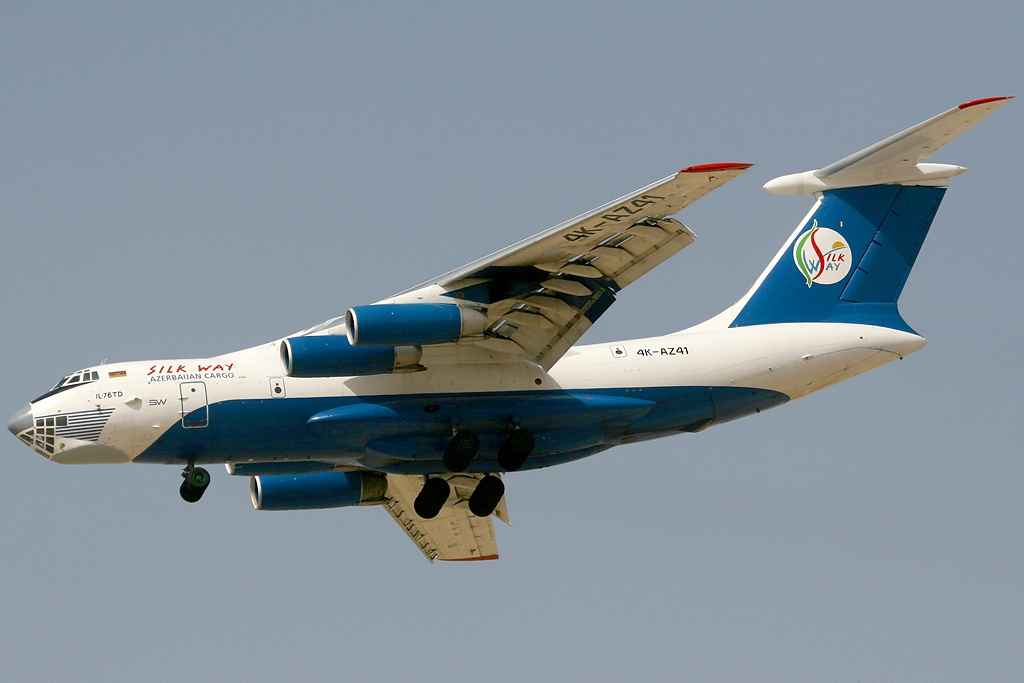
Iliouchine Il-76 de Silk Way Airlines

En aout 2023, la flotte de Silk Way Airlines était composée de 4 appareils d'une moyenne d'âge de 21,4 ans :
La compagnie a part le passé exploité des Douglas DC-8 et des Antonov An-12.

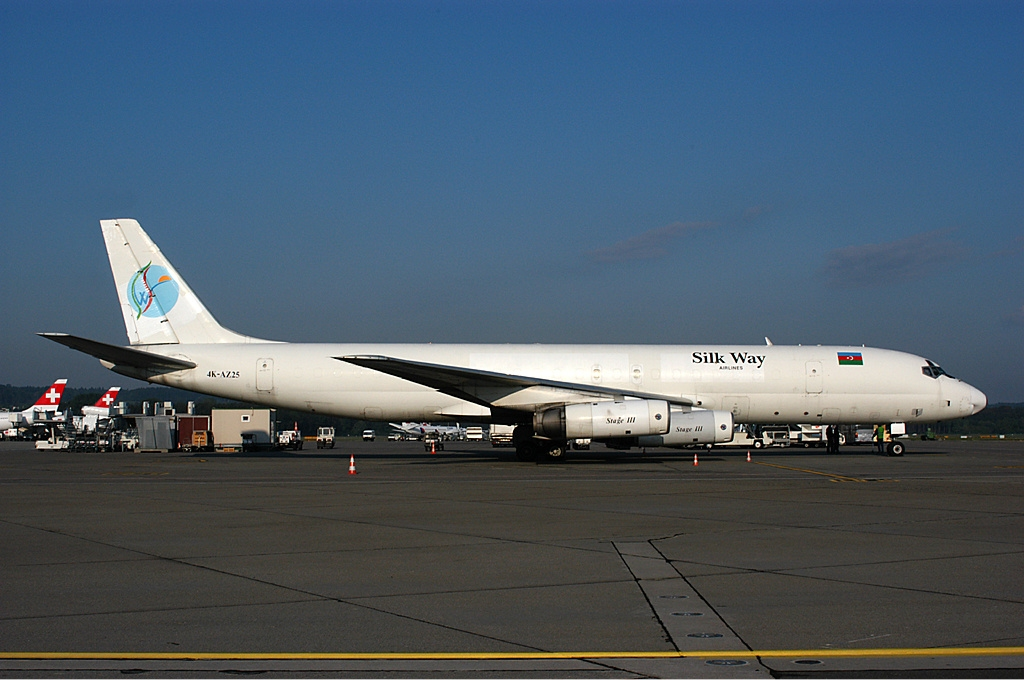
Ancien Douglas DC-8
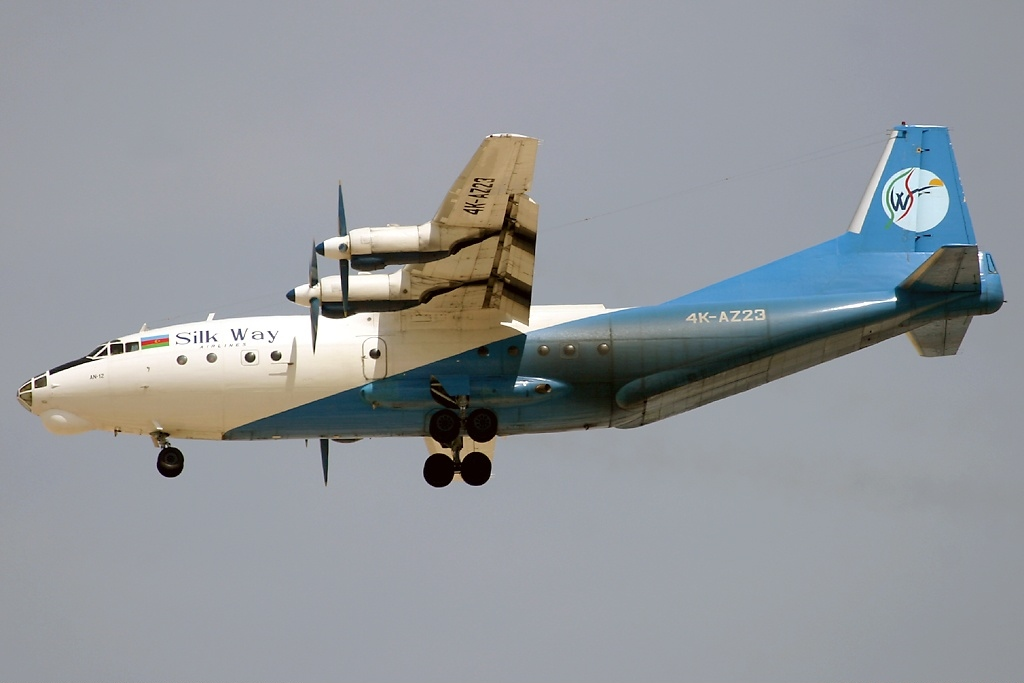
Ancien Antonov An-12

## Incidents et accidents
- Le 7 novembre 2002, le vol Silk Way 4132 assuré par un Antonov An-12 immatriculé 4K-AZ21 a fait une sortie de piste à l'aéroport international de N'Djaména au Tchad. L'avion a été détruit mais les six membres d'équipage ont survécu.
- Le 6 juillet 2011, le vol Silk Way 99 assuré par un Iliouchine Il-76 immatriculé 4K-AZ55 s'est écrasé à 25 km de la base aérienne de Bagram en Afghanistan. Les 9 membres sont décédés dans le crash de ce vol exploité pour l'OTAN.
- Le 18 mai 2016, un Antonov An-12 s'écrase au décollage de l'aéroport de Dwyer dans le Sud de l'Afghanistan, tuant les 9 membres d'équipage.